# Jean Rigaud (évêque)
Pour les articles homonymes, voir Jean Rigaud et Rigaud.
Jean Ier Rigaud,  est un homme d'Église français, évêque de Tréguier de 1317 à 1323.

## Biographie
Jean Rigaud est un frère mineur, pénitencier apostolique qui est nommé par le pape Jean XXII évêque de Tréguier le 21 février 1317. Il réside à la curie où il meurt après avoir fait un legs à la chambre apostolique.